# Reflejo condicionado
Se denomina reflejo condicionado a un comportamiento que se produce en respuesta a un estímulo que no ocurría de manera natural y que debe ser aprendido por el individuo asociando a un estímulo neutro un estímulo fuerte. El estímulo fuerte es uno que no requiere de ningún aprendizaje o condicionamiento para producir una respuesta. En cambio un estímulo neutro inicialmente no posee ninguna respuesta asociada al mismo, y la respuesta correcta debe ser aprendida mediante repetidas asociaciones con un estímulo fuerte.

## Investigaciones de Pávlov
El trabajo inicial más conocido y completo sobre reflejo condicionado fue realizado por Iván Pávlov, si bien Edwin Burket Twitmyer publicó algunos hallazgos relacionados un año antes. Durante su investigación sobre la fisiología de la digestión en perros, Pávlov desarrolló un procedimiento que le permitió estudiar los procesos digestivos de los animales durante largos períodos de tiempo. Pávlov redirigió los fluidos digestivos del animal fuera del cuerpo, donde podían medirse. Pávlov notó que sus perros comenzaron a salivar en presencia del técnico que normalmente los alimentaba, en lugar de simplemente hacer saliva en presencia de comida. Pávlov llamó a la salivación anticipada de los perros "secreción psíquica". Al poner estas observaciones informales en una prueba experimental, Pávlov presentó un estímulo (por ejemplo, el sonido de un metrónomo) y luego le dio comida al perro; después de algunas repeticiones, los perros comenzaron a salivar en respuesta al estímulo. Pávlov concluyó que si un estímulo particular en el entorno del perro estaba presente cuando el perro recibía comida, ese estímulo podría asociarse con la comida y causar la salivación por sí mismo.